# محاصره تویاما
محاصره تویاما (به ژاپنی: 富山の役) نبردی بود که در طول دوره آزوچی-مومویاما (قرن ۱۶) در ژاپن رخ داد.